# Caparroso
Caparroso es una villa y municipio español de la Comunidad Foral de Navarra, situado en la merindad de Olite, en la comarca de la Ribera Arga-Aragón y a 56 km de la capital de la comunidad, Pamplona. Su población en 2019 era de 2766 habitantes (INE).

## Toponimia
Según Mikel Belasko, procede de la palabra caparra (garrapata), aplicada también a ciertos arbustos como zarzas y rosales, junto al sufijo abundancial -oso. Es por tanto "lugar abundante en garrapatas". Según la Real Academia Española, "caparra" tiene la acepción de "garrapata", y se señala como de origen prerrománico. Ahora bien, en euskera, "kaparra" significa literalmente "garrapata", por lo que Caparroso seguramente tenga un origen euskera, ya que esta es la única lengua prerrománica de la península que aún se habla.
Otra posibilidad es un origen romance derivando de caput-russus, que significa rojo fuerte o bien monte o cabeza roja. Color característico del paisaje de las Bardenas Reales.

## Geografía
El término municipal de Caparroso abarca 80,80 km² de extensión y está situado a 304 m s. n. m. en la Zona Media de Navarra limítrofe con la Ribera. Su paisaje se caracteriza por los contrastes, por un lado las tierras fértiles de las riberas y sotos del río Aragón, que riega la localidad, como principal fuente de abastecimiento de campos y cultivos. Por otro lado, hacia el Sur, se intuye la aridez y el paisaje agreste propio de las Bardenas Reales de Navarra, de las que Caparroso es uno de los pueblos congozantes desde 1472.
Integrado en la comarca de Ribera Alta de Navarra, se sitúa a 59 kilómetros de Pamplona. El término municipal está atravesado por la carretera Pamplona-Tudela (N-121), por la carretera autonómica NA-128, que permite la comunicación con Marcilla y Mélida, y por una carretera local que conecta con Santacara.    
El relieve del municipio cuenta con tres zonas diferenciadas. Por el norte se extiende una zona llana que surge tras la Plana de Olite, muy fértil por sus numerosas acequias y la cercanía del río Cidacos, que hace de límite con Murillo el Cuende hasta la desembocadura en el río Aragón. La segunda zona es el valle del río Aragón, que cruza el territorio de este a oeste, pasando por el pueblo. Finalmente, al sur se extiende el agreste paisaje propio de las Bardenas Reales. La altitud oscila entre los 447 metros al sur (pico Masadas) y los 290 metros a orillas del río Aragón. El pueblo se alza a 318 metros sobre el nivel del mar.    
| Noroeste: Marcilla    | Norte: Olite         | Nordeste: Murillo el Cuende |
| Oeste: Marcilla       |                      | Este: Murillo el Cuende     |
| Suroeste: Villafranca | Sur: Bardenas Reales | Sureste: Bardenas Reales    |

## Demografía
Caparroso cuenta con una población de 2861 habitantes (INE 2024).
| Gráfica de evolución demográfica de Caparroso entre 1842 y 2021                                                     |
| |
| Población de derecho según los censos de población del INE Población de hecho según los censos de población del INE |

### Barrios y urbanismo
- Casco antiguo o Barrialto. Es la zona construida a más altura del municipio, de ahí su denominación coloquial de Barrialto (barrio alto) y la más antigua. Si bien algunas partes de la zona se vieron afectadas a lo largo de los años por la erosión del cauce del río Aragón (situado anteriormente mucho más cercano al casco urbano), otras partes fueron demolidas en las décadas centrales del siglo XX por su estado ruinoso fruto de esa erosión. De lo conservado, la trama urbana es la propia de cualquier casco antiguo con calles estrechas y curvas sinuosas.
- Chantrea o Guindul. Abarca una gran extensión en la actual configuración urbana de Caparroso. El barrio fue construido a partir de los años 50 y 60 del siglo XX según los planes del entonces Ministerio de Vivienda desde la margen derecha del barranco del salado (que atraviesa la localidad). Lo forman mayoritariamente viviendas adosadas (en origen las casas baratas) y en él se ubican la mayoría de servicios de la localidad: complejo deportivo, colegio público o el consultorio médico además de la iglesia Cristo Rey (1959). Se construyó siguiendo un esquema urbano de plano hipodámico.
- Otras zonas. Son los barrios construidos a finales del siglo XX e inicios del siglo XXI, formados por casas adosadas, independientes y pisos y situadas a partir de la margen izquierda del barranco del Salado, las aledañas a la N-121 o algunas cercanas a la plaza del Ayuntamiento.
- Barrio de la estación. Esta zona surgió durante el siglo XX en torno a la estación de ferrocarril. Situada a poco más de 4 km del centro de Caparroso, en su periodo de esplendor contó con una población considerable formada por familias principalmente de trabajadores de la propia estación y del silo contiguo, tuvo capilla e incluso una pequeña escuela. Con el cierre de la estación el barrio entró en declive hasta entrar prácticamente en abandono. Actualmente hay censados (según datos del Gobierno de Navarra) 11 vecinos.[5]

## Economía
Históricamente la economía de Caparroso se ha basado en la agricultura, compatibilizada en menor medida con la ganadería. La empresa ganadera Valle de Odieta tiene ahí desde 2010 una macrogranja de 3450 vacas para leche y fue autorizada en enero de 2021 a ampliarla hasta 7200 cabezas. Entre 2014 y 2019, la explotación recibió 19 denuncias de diversos organismos públicos del Gobierno de Navarra por diversas infracciones a la normativa medioambiental. Es una de las macrogranjas elegidas por Greenpeace Internacional para mostrar, en un proyecto fotográfico europeo, el impacto de la ganadería industrial en el medioambiente.
Últimamente el sector secundario se ha ido implementando debido a la apertura en 2003 de la planta de la multinacional Rockwool o en 2008 de la planta de biodiésel. Además, en 2018 se inauguró el polígono industrial Las Vales, instalándose de manera progresiva pequeñas empresas locales en él.

## Símbolos

### Escudo
Tal y como señala la Heráldica Municipal de Navarra sobre el escudo de Caparroso: 

En campo de gules, un puente de varios arcos de oro sumado en el flanco siniestro de una ermita. Todo sobre ondas de plata y azur. Por timbre una corona real abierta

En el escudo se representa pues el Puente Viejo (del cual se conservan aún 9 ojos), sobre el que se dispone, al lado derecho, una ermita o pequeña caseta. Las 'ondas de plata y azur' hacen referencia al río Aragón, que discurre por la localidad.

### Bandera
La bandera de Caparroso la forma un paño rectangular 2/3, de color blanco en cuyo centro se dispone el escudo del municipio en sus esmaltes. 

## Administración y política
La administración política se realiza a través del Ayuntamiento de Caparroso, formado por 11 concejales en función de la población del municipio (tal y como determina la Ley Orgánica del Régimen Electoral General). Los concejales son elegidos cada cuatro años desde las primeras elecciones municipales en 1979 por sufragio universal, secreto y directo por los vecinos mayores de 18 años. El Ayuntamiento de Caparroso tiene su sede en la plaza de España, n.º 12. 
En las elecciones municipales celebradas el 26 de mayo de 2019 la lista más votada fue Caparroso Presente y Futuro (CPyF), una agrupación de electorales liderada por Aqulino Jiménez, alcalde de Caparroso durante la legislatura 2015-2019, obteniendo obteniendo el 27,28% de votos y 3 concejales . El PSN-PSOE quedó en segundo lugar con el 23,74% de votos y 3 concejales perdiendo un concejal en relación con las elecciones de 2015. En tercer lugar si situó la agrupación Adelante Caparroso Aurrera (ACA) con el 21,77% de votos y 3 concejales, en tanto que la coalición Navarra Suma (Na+) fue la cuarta fuerza municipal con el 20,41% de votos y 2 concejales. La candidatura Asamblea de Izquierdas de Caparroso obtuvo únicamente 5,78% de los votos sin obtener representación en el consistorio caparrosino.  
Ante la fragmentación de la representación en el consistorio, la candidatura vencedora Caparroso Presente y Futuro (CPyF) entabló conversaciones con las demás fuerzas políticas y optó por llegar a un acuerdo con el PSN-PSOE para que el candidato socialista, Carlos Alcuaz, fuera elegido alcalde. Lo que se materializó en la sesión constitutiva del ayuntamiento celebrada el 15 de junio.
| Periodo   | Nombre                         | Partido | Partido                                  |
| --------- | ------------------------------ | ------- | ---------------------------------------- |
| 1979-1983 | Félix Aicua                    |         | Independiente                            |
| 1983-1987 | Francisco Arana Arana          |         | Alianza Popular (AP)                     |
| 1987-1991 | Alberto Labiano Amadoz         |         | Unión del Pueblo Navarro (UPN)           |
| 1991-1995 | Alfonso Igea Pérez             |         | Partido Socialista de Navarra (PSN-PSOE) |
| 1995-2007 | Pedro Tabar Oneca              |         | Unión del Pueblo Navarro (UPN)           |
| 2007-2011 | Irene Jiménez Iribarren        |         | Partido Socialista de Navarra (PSN-PSOE) |
| 2011-2015 | María José Lasterra Echeverría |         | Unión del Pueblo Navarro (UPN)           |
| 2015-2019 | Aquilino Jiménez Pascual       |         | Partido Popular (PP)                     |
| 2019-act. | Carlos Alcuaz Monente          |         | Partido Socialista de Navarra (PSN-PSOE) |

| Partido político                            | 2023  | 2023       | 2019               | 2019               | 2015  | 2015       | 2011  | 2011       | 2007  | 2007       | 2003  | 2003       | 1999  | 1999       | 1995  | 1995       | 1991  | 1991       |
| Partido político                            | %     | Concejales | %                  | Concejales         | %     | Concejales | %     | Concejales | %     | Concejales | %     | Concejales | %     | Concejales | %     | Concejales | %     | Concejales |
| Caparroso Presente y Futuro (CPyF)          | 27,46 | 3          | 27,28              | 3                  | —     | —          | —     | —          | —     | —          | —     | —          | —     | —          | —     | —          | —     | —          |
| Partido Socialista de Navarra (PSN-PSOE)    | 44,37 | 5          | 23,74              | 3                  | 33,03 | 4          | 33,35 | 4          | 44,03 | 5          | 36,33 | 4          | 42,13 | 5          | 44,42 | 5          | 48,86 | 6          |
| Unión del Pueblo Navarro (UPN)              | 18,70 | 2          | Navarra Suma (NA+) | Navarra Suma (NA+) | 30,97 | 4          | 32,65 | 4          | 47,09 | 5          | 51,56 | 6          | 52,41 | 6          | 52,17 | 6          | —     | —          |
| Euskal Herria Bildu (EH Bildu)              | 7,45  | 1          | —                  | —                  | —     | —          | —     | —          | —     | —          | —     | —          | —     | —          | —     | —          | —     | —          |
| Adelante Caparroso Aurrera (ACA)            | —     | —          | 21,77              | 3                  | —     | —          | —     | —          | —     | —          | —     | —          | —     | —          | —     | —          | —     | —          |
| Navarra Suma (NA+)                          | —     | —          | 20,41              | 2                  | —     | —          | —     | —          | —     | —          | —     | —          | —     | —          | —     | —          | —     | —          |
| Asamblea de Izquierdas de Caparroso (AIC)   | —     | —          | 5,78               | 0                  | 12,21 | 1          | 8,92  | 1          | 7,94  | 1          | —     | —          | —     | —          | —     | —          | —     | —          |
| Partido Popular (PP)                        | —     | —          | Navarra Suma (NA+) | Navarra Suma (NA+) | 21,72 | 2          | 21,74 | 2          | —     | —          | —     | —          | —     | —          | —     | —          | —     | —          |
| Aralar                                      | —     | —          | —                  | —                  | —     | —          | —     | —          | —     | —          | 9,72  | 1          | —     | —          | —     | —          | —     | —          |
| Convergencia de Demócratas de Navarra (CDN) | —     | —          | —                  | —                  | —     | —          | —     | —          | —     | —          | —     | —          | 3,39  | 0          | —     | —          | —     | —          |
| Agrupación Independiente de Caparroso (AIC) | —     | —          | —                  | —                  | —     | —          | —     | —          | —     | —          | —     | —          | —     | —          | —     | —          | 36,93 | 4          |
| Partido Agrícola Ganadero (PAG)             | —     | —          | —                  | —                  | —     | —          | —     | —          | —     | —          | —     | —          | —     | —          | —     | —          | 7,70  | 1          |
| Asamblea Independiente de Caparroso (AIAC)  | —     | —          | —                  | —                  | —     | —          | —     | —          | —     | —          | —     | —          | —     | —          | —     | —          | 5,43  | 0          |

## Servicios

### Educación
- Guardería infantil para niños de entre 0 y 3 años.
- Colegio Público Virgen del Soto. Cubre las necesidades educativas del alumnado desde la educación infantil a la educación primaria en 'modelo A' (enseñanza en castellano con euskera como asignatura optativa) y desde 2016[10] también en modelo D (enseñanza en euskera con el castellano como asignatura). El centro fue reformado y ampliado en 2010, desde cuando cuenta además con servicio de comedor.
- Escuela municipal de Música. Aunque la escuela depende del Patronato municipal de Música de Marcilla, desde 2008 la localidad cuenta con este centro de enseñanza musical reglada en el que se forman alumnos de todas las edades.

Caparroso no cuenta con centro educativo de ESO y Bachillerato. La mayor parte del alumnado de la localidad cursa esta etapa educativa en el IES Marqués de Villena de Marcilla, el instituto público más cercano y al que acuden con servicio propio de transporte.

### Transporte y comunicaciones

#### Red viaria
Las conexiones diarias más destacadas son la carretera nacional N-121 que cruza el casco urbano a través del Puente Nuevo sobre el río Aragón junto a la carretera NA-128 de la que un tramo atraviesa el río Aragón a través del Puente Viejo. La conexión por autopista más cercana es la del acceso a la AP-15 en Marcilla a través de la carretera NA-128 desde Caparroso.
| Identificador | Denominación          | Itinerario                                                                |
| ------------- | --------------------- | ------------------------------------------------------------------------- |
| N-121         | Pamplona - Tudela     | Pamplona PK. 80,85 de AP-15 a Valtierra (Cruce de los Abetos) N-113       |
| NA-128        | Peralta - Carcastillo | PK 21,68 de la carretera NA-115 a PK 55,64 de la carretera nacional N-121 |
| NA-5502       | Caparroso (acceso)    | Caparroso a PK 58,80 de la carretera nacional N-121                       |
| NA-5501       | Caparroso (ronda)     | PK 57,11 de la carretera nacional N-121 a PK 13,62 de la carretera NA-128 |

#### Autobús interurbano
Existen varias conexiones diarias de autobús a diferentes municipios y ciudades. La línea de la compañía de autobuses Conda realiza parada en su ruta Zaragoza - Mallén - Tudela - Arguedas - Valtierra - Caparroso - Olite - Tafalla - Pueyo - Barásoain - Tiebas - Noáin - Pamplona. La parada de autobuses para ambos sentidos (Pamplona y Tudela) se sitúa en el tramo de la N-121 a su paso por el casco urbano de la localidad. 

#### Otros transportes

##### Ferrocarril
A pesar de que Caparroso cuenta con estación de ferrocarril (alejada del casco urbano), no se encuentra en funcionamiento. Las estaciones con paradas más cercanas al municipio en las que opera Renfe son Marcilla, Villafranca y Olite. 

#### Distancias
- A 56 km. de la capital de la comunidad, Pamplona
- A 37 km de Tudela
- A 121 km de Zaragoza
- A 333 km de la capital del Estado, Madrid

## Historia

### sigloXIX
Así se describe a Caparroso en la página 501 del tomo V del Diccionario geográfico-estadístico-histórico de España y sus posesiones de Ultramar, obra impulsada por Pascual Madoz a mediados del siglo XIX:

CAPARROSO

Villa con ayuntamiento en la provincia, audiencia territorial y capitanía general de Navarra, merindad de Olite, partido judicial de Tafalla (3 leguas), diócesis de Pamplona (10), arciprestazgo de la Ribera.
Situada a la izquierda del río Aragón sobre un collado, donde la combaten principalmente los aires del N y goza de clima muy sano, pues no se padecen otras enfermedades comunes que las estacionales.
Tiene 250 casas de fábrica regular, la de ayuntamiento, cárcel, varios hornos de pan cocer, tiendas de abacería y de otros géneros de consumo, escuela de primeras letras dotada con 2.920 reales anuales, del fondo de propios, a la que asisten 80 niños, y otra frecuentada por 36 niñas, cuya maestra percibe 730 reales, también anuales del mismo fondo, además de la retribución mensual de las concurrentes.
La iglesia parroquial bajo la advocación de Santa Fe, se halla servida por un cura llamado vicario y 8 beneficiados; esta, que antiguamente era ayuda de parroquia, ha venido a ser la principal, porque se destruyó la magnífica que existía con la misma advocación; todavía se conservan las paredes del edificio, cuyo recinto sirve de cementerio, y en él hay una capilla donde se venera el Santo Cristo llamado de la Iglesia Alta, a cuya imagen se profesa extraordinaria devoción.
También se encuentra a la izquierda del camino real en el paraje denominado Campo Nuevo, una hermosa ermita en la cual se da culto a Nuestra Señora del Soto, imagen también muy venerada por los habitantes, quienes con sus limosnas sostienen dicho santuario de una manera lujosa; contigua al mismo y de su pertenencia hay una casa con grandes cuadras, huerta y tierras de cultivo, cuyos rendimientos sirven igualmente para mantener el culto.
Confina el término N Traibuenas y Murillo el Cuende (2 leguas); E Bárdenas Reales (1 1/2); S Cadreita (la misma distancia), y O Villafranca (1 1/4).
Hacia el N se ven algunas paredes gruesas que son vestigios del antiguo castillo, y por el E un soto llamado Lobera, muy poblado de álamos blancos entre cuya espesura se crían bastantes lobos, dimanando sin duda de esta circunstancia el nombre que lleva dicho soto.
Cruza el término, y muy cerca del pueblo, el expresado río Aragón, sobre el cual hay un magnífico puente de piedra sillar de 11 arcos, que habiéndose casi destruido por una grande avenida en 1787, fue reedificado a principios del siglo actual a expensas y bajo la dirección de la diputación del reino; confluye en dicho río, entre esta villa y la de Traibuenas, el Cidacos de Navarra, que baja por el lado del N.
El terreno, aunque quebrado y salitroso, es bastante fértil; abraza 12.000 robadas de regadío y varios pedazos de secano y monte, que ofrecen muchos y buenos pastos para toda clase de ganados; habiendo hacia el E una gran cantera de yeso, la que explotan los vecinos para sus usos particulares.
Además de los caminos que conducen a los pueblos inmediatos y a las heredades contiguas, cruza por cerca de la villa y por el indicado puente, la carretera que dirige desde Pamplona a Tudela, y a otros puntos de la provincia de Logroño.
Hay en este pueblo un cartería de correos, a la cual acuden por su correspondencia los pueblos siguientes: Falces, Peralta, Marcilla, Funes, Villafranca, Mélida, Carcastillo, Murillo el Fruto, Santacara, Traibuenas y Murillo el Cuende.
Producciones: trigo, cebada, avena, habas, alubias, vino, aceite, cáñamo, lino y frutas; se cría ganado lanar y cabrío y mucho vacuno, especialmente toros para las corridas de plaza; y hay caza de liebres, conejos, perdices, becadas, codornices, con bastantes animales dañinos, en particular lobos y zorros. 
Industria y comercio: además de la agricultura hay un molino harinero, 4 de aceite, 3 calderas de aguardiente, y telares de lienzos caseros, dedicándose también los habitantes a fabricar esteras y otros utensilios con el mucho y buen esparto que se cría en el término; el comercio se reduce a la exportación de granos, lienzo y ganado para los mercados de Pamplona y Tafalla, de donde se proveen los habitantes de los géneros coloniales y ultramarinos de que carece la villa.
Población: 330 vecinos, 1.500 almas.
Riqueza imponible: 556.211 reales.

En tiempos antiguos existía la villa en el llano, pero a consecuencia de los perjuicios ocasionados por las aguas en un terreno tan flojo y quebradizo, fue trasladada al sitio que ahora ocupa.

## Cultura
- Biblioteca pública. Situada en la plaza del Ayuntamiento.
- Casa de Cultura Joaquín Luqui. Inaugurada en marzo de 2005, es uno de los polos culturales y de ocio imprescindibles de la localidad. El edificio cuenta con salón de actos con capacidad para casi 300 personas, sala de exposiciones, salas multiusos, etc. y ofrece actividades variadas como conciertos, espectáculos, exposiciones, conferencias... además de una programación estable de sesiones de cine infantil y adultos semanales de octubre a abril. En marzo de 2015 recibió el sobrenombre de Joaquín Luqui en homenaje por el 10.º aniversario del fallecimiento del periodista local.[13]
- Banda de música de Caparroso. Creada en 2013, actualmente forman parte de ella unos 25 músicos locales que organizan conciertos periódicamente, participan en los principales actos festivos de la localidad y colaboran con bandas de música de localidades cercanas.

### Patrimonio
Iglesia parroquial de Santa Fe (siglo XVI-XVII)
Se comenzó a construir en el siglo XVI por la necesidad de edificar una iglesia parroquial de mayores dimensiones que la anterior y que estuviese en un enclave céntrico del casco urbano, apodándola durante un tiempo 'la baja' para diferenciarla de 'la alta' que era ''El Cristo''. Actualmente y debido al cambio urbanístico del municipio, la iglesia parroquial ha quedado alejada del casco urbano. 
El edificio es de planta de cruz latina de única nave con transepto destacado en planta, cubierta con bóvedas nervadas, finalizando en un ábside de testero recto (altar mayor), donde se sitúa el retablo mayor de Santa Fe, de estilo barroco. Los paramentos exteriores de la iglesia los forman una base de sillería y el resto en ladrillo. La torre - campanario, formada por dos cuerpos (uno de planta cuadrada y el remate octogonal), construida también en ladrillo, dataría del siglo XVII. Como añadidos posteriores cabe señalar la capilla del Rosario, situada en el lado del evangelio, que se cubre con una cúpula elíptica y sus muros están decorados con yeserías, data del siglo XVIII. 
Las partes más destacadas de la iglesia son los retablos barrocos (el altar mayor de Santa Fe, el altar de San Francisco Javier, el altar de San José y el de la virgen del Rosario), así como la sillería del coro. 

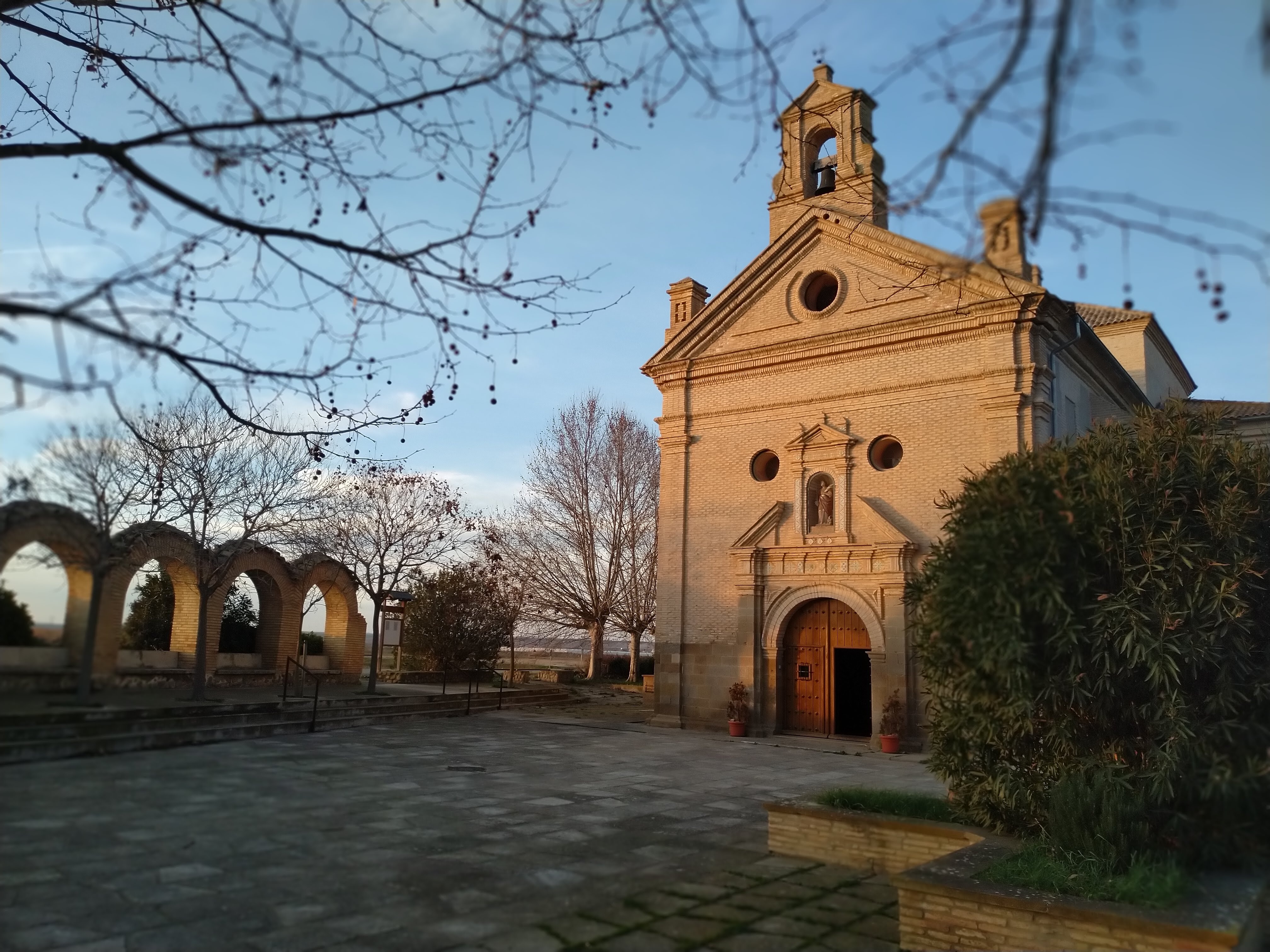
Fachada de la Ermita de la Virgen del Soto

Basílica-ermita de la Virgen del Soto (siglo XVIII)
Situada aproximadamente a 1,7 km de distancia del casco urbano, en el cruce de la N - 121 con la NA - 128 en dirección Marcilla. 
La basílica, finalizada en 1759 presenta planta de cruz latina, con transepto destacado en planta, en cuya encrucijada se levanta una gran cúpula, y cabecera con remate de testero recto. En el interior tanto muros como cubiertas de bóveda de arista y cúpula central, se decoran con pinturas de temática religiosa. Los paramentos exteriores están realizados con un basamento de piedra y el resto en ladrillo. Destaca el retablo situado tras el altar mayor donde se dispone la talla barroca de la Virgen del Soto, de gran devoción entre caparrosinos y vecinos de municipios colindantes. 
La ermita fue parcialmente restaurada entre 2007 y 2009, coincidiendo con el 250º aniversario de la inauguración. Está situada en un parque de chopos y plataneros, con zonas verdes que le confieren una belleza particular al conjunto. Cada 25 de abril ahí se celebra San Marcos, festividad en la que el Ayuntamiento de Caparroso reparte pan y queso entre los asistentes.
Capilla de Cristo Rey (siglo XX)
Capilla construida en los años 50 del siglo XX e inaugurada al mismo tiempo que una parte de la promoción de viviendas de protección oficial construidas en el barrio del Guindul promovidas por el Ministerio de Vivienda. 
La construcción carece apenas de valor arquitectónico, en planta la forma una única nave que finaliza en el altar mayor en testero plano abovedada y al exterior, tanto la capilla como la torre - campanario fueron construidas con ladrillo cara vista. Lo más destacable de la capilla es la talla románica del siglo XIII que representa a Cristo crucificado, realizada en madera policromada y que fue trasladada desde su capilla en la iglesia gótica de 'El Cristo' (hoy parcialmente en ruinas), situada presidiendo el altar mayor de la capilla. También se encuentra una maqueta de la ermita de la Virgen del Soto, realizada en el año 2010.
El Cristo

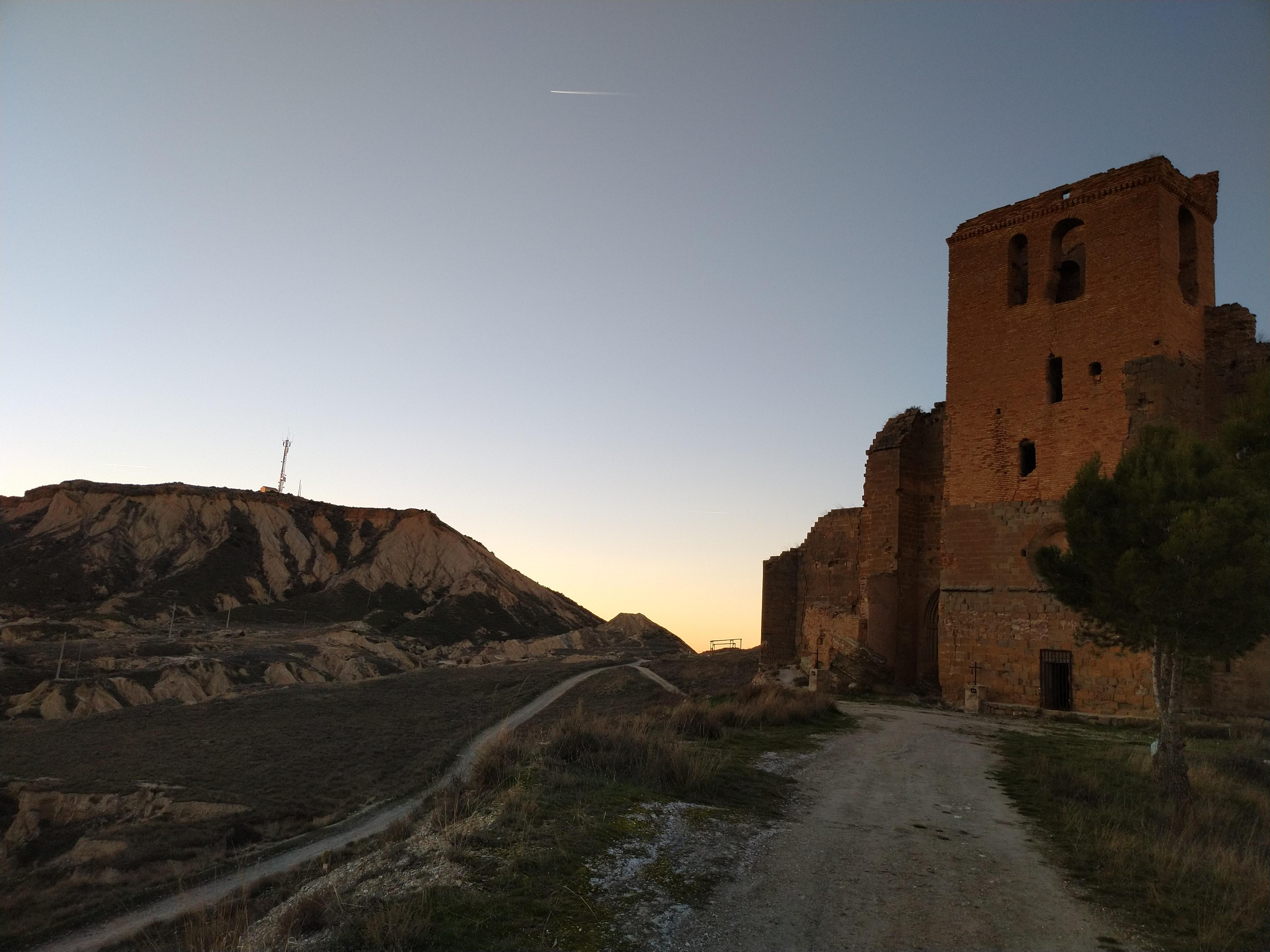
Iglesia de 'El Cristo'

Se trata de la anterior iglesia parroquial de Santa Fe, más conocida popularmente como 'El Cristo' en referencia a la talla escultórica románica del siglo XIII que allí se veneraba hasta su traslado a la capilla de Cristo Rey en el barrio de El Guindul. 
La construcción gótica del siglo XIV, se ubica en una colina desde la cual se divisa los sotos y riberas del río Aragón, la localidad y puntos cercanos como el recinto Amurallado de Rada. La iglesia consta de una única nave formada por tres tramos y que cierra en una cabecera poligonal. En el antipresbiterio se abren dos capillas a los lados a modo de transepto, en las que en una de ellas, se veneraba la talla románica del Cristo hasta bien entrado el siglo XX y que aún hoy conserva restos de policromía original. Las naves se cubren con bóveda de crucería simple, que solo se conservan en uno de los tramos de la nave central, la cabecera y las capillas laterales. En esta iglesia se encontraría el denominado retablo de El Cristo de Caparroso, una obra gótica, que actualmente se conserva en una de las capillas de la Catedral de Santa María la Real de Pamplona. 
En el siglo XVI se construyó la torre en ladrillo sobre una de las capillas laterales, ocultando así la escalera de caracol que da acceso a la cubierta. Posteriormente, fue usada como cementerio e incluso como baluarte defensivo durante la Guerra de Independencia española. 
Actualmente la iglesia se encuentra en ruinas, aunque desde 2007, la Asociación de Amig@s del Monumento de El Cristo de Caparroso lucha para conseguir restaurar el monumento. En noviembre de 2017 el monumento fue declarado 'Bien de Inventariado de Navarra' (BIN) por el Gobierno de Navarra, categoría con la que se espera que pueda comenzar el proceso de restauración.        
Yacimiento arqueológico de Caparroso
Desde verano de 2015, el Ayuntamiento de Caparroso en colaboración con otras entidades, organiza campamentos arqueológicos en el entorno de 'El Cristo'. En ellos se ha sacado a la luz estructuras constructivas de casas de lo que podría tratarse del primitivo asentamiento poblacional de Caparroso, que dataría de los siglos de la Alta Edad Media. En diferentes prospecciones realizadas también se hallaron restos de cerámicas romanas, árabes y medievales.        
Puente viejo
Se trata de un puente sobre el río Aragón al que sólo le quedan 9 ojos de los 11 que tenía en 1700 hasta la gran riada. Está siendo renovado recientemente, apareciendo en el escudo de la villa.
Hoy el propio puente de Caparroso y la cabina del aduanero figuran en el escudo de la localidad. Ello da idea de la importancia que tuvo el puente en siglos pasados. «En otros pueblos del valle del río Aragón, como Carcastillo, Santacara o Marcilla, había barcas o pontones para cruzar de un lado a otro, pero muchas veces quedaban inutilizados, debido a las crecidas», señalan Enrique Salvador y Carlos Arana, autores de un libro sobre la historia del pueblo. «Por eso era tan importante el puente de Caparroso, ya que era el único, junto con el de Tudela, que salvaba el río en el camino real que enlazaba la montaña con el valle del Ebro».
Hasta que se implantó el ferrocarril en el siglo XIX, casi todos los viajeros, animales y mercancías que circulaban por el camino real solían cruzar por este viaducto por el que pasa también la cañada real de Tauste a Urbasa-Andía. Aparte de eso, la antigua pasarela del puente ha tenido además un uso local, ya que los agricultores de Caparroso han cultivado las tierras de regadío al otro lado del río.
«En tiempo normal, solíamos cruzar por un vado más cercano al pueblo, con las caballerías, pero si había riada, o pasabas con el carro cargado, tenías que ir a rodear por el puente», recuerda José Antonio Lapuerta.
No es de extrañar que este lugar tan cargado de historia, haya generado también leyendas que perduran a lo largo de varias generaciones.
En los últimos seis siglos, el puente de Caparroso ha sufrido varias riadas importantes. Entre estas suelen destacarse las de 1420 y 1428, y sobre todo la de 1787, que se llevó varios arcos de piedra. Un siglo más tarde, tras la gran avenida acaecida en 1889, la Diputación Foral de Navarra, a petición del ayuntamiento de Caparroso, mandó construir un tramo de hierro que aguantó exactamente cien años.
«Aquel puente de hierro, fue construido en 1890 por la empresa belga Willesbroek», dicen Arana y Salvador. «Este tenía una longitud de 60,75 metros, y era parecido al puente de Sangüesa, construido también por la misma empresa. «Poco antes de inaugurarse, se aceptó como prueba de resistencia que cruzaran tres carros cargados de grava, «lo cual se consideraba entonces una garantía de que el puente de Caparroso era capaz de soportar cualquier peso».
La vieja estructura de hierro aguantó hasta 1990. En esa fecha fue sustituida por otra que duró tan solo diez años. En el año 2000, tras detectarse nuevos problemas, se construyó el actual puente de hormigón, que apoya como el de hierro sobre dos antiguos ojos de piedra.
Paralelamente, a principios de los años 1970, se construyó un nuevo puente de hormigón, a unos quinientos metros del actual, con el fin de desviar el tráfico de la carretera general de Pamplona a Zaragoza. Así es que Caparroso tiene hoy dos puentes de hormigón, el nuevo construido hace 34 años soporta el tráfico de la carretera general de Pamplona a Zaragoza, y el antiguo tiene hoy un uso principalmente local.
Aunque ha cambiado tres veces su fisonomía (de la piedra al hierro y finalmente al hormigón), el puente viejo conserva el sutil encanto de los lugares cargados de historia. Hoy, además de los coches del pueblo, numerosos vecinos de Caparroso cruzan la moderna pasarela de hormigón para ir a visitar a la virgen del Soto.

### Fiestas
- San Babil, el fin de semana más próximo al 24 de enero.
- Carnavales, se celebra con un desfile de carrozas.
- Semana Santa, destacando la procesión del Viernes Santo y la procesión del Domingo de Resurrección.
- San Marcos, se realiza una romería el 25 de abril a la ermita Virgen del Soto en la que, tras la celebración de la misa, el Ayuntamiento reparte pan y queso a los asistentes.
- San Isidro Labrador, el 15 de mayo, se realiza una procesión y bendición de los campos desde la parroquia Santa Fe.
- San Juan, el sábado más próximo al 23 de junio, con cena popular de bocadillos de chistorra y panceta seguido de conciertos.
- Fiestas de la Juventud, el primer fin de semana tras los Sanfermines, encierros, pasacalles, conciertos,fiesta
- Fiestas patronales de Santa Fe, del 1 al 8 de septiembre de cada año. Encierros y capeas, pasacalles, conciertos, actividades variadas... El día 2 de septiembre se celebra la patrona de Caparroso, con procesión por las calles del pueblo en la que participan numerosos vecinos y autoridades.
- San Andrés, el fin de semana más próximo al 30 de noviembre, es el patrón de la Sociedad 'La Previsión', en la que se celebran conciertos, comida...
- Navidad, numerosas actividades entre las que destacan conciertos de grupos locales, Papá Noel y Olentzero el 24 de diciembre, la cabalgata de los Reyes Magos el 5 de enero. Además se coloca un belén en la Plaza del Ayuntamiento desde finales de noviembre hasta fin de las Navidades construido año tras año por un grupo de voluntarios locales.

### Deporte
En el ámbito deportivo destacan:
- Club de fútbol Azkarrena
- Escuela de fútbol - sala de Caparroso
- Club de Atletismo
- Escuela de pelota

#### Instalaciones deportivas
- Instalaciones deportivas municipales de Caparroso. Se trata de un complejo deportivo situado en el centro urbano que comenzó a desarrollarse con la construcción de las piscinas municipales en los años 60. Con el paso de los años se han ido reformando las instalaciones y ampliando la oferta, especialmente en la década de los 2000, hasta contar a día de hoy con piscinas de verano (con zonas verdes y bar propio), frontón, pistas deportivas exteriores, pabellón polideportivo, piscinas cubiertas (con zona de saunas y jacuzzi), gimnasio y varias salas multiusos repartidas por los edificios. Aunque es de titularidad municipal, está gestionado por una empresa privada.
- Estadio de fútbol Santa Fe. Ubicado en las afueras del casco urbano (junto a la NA-128 dirección Carcastillo), fue construido en los años 90 y consta de un campo de hierba natural, un campo de tierra, vestuarios, bar y graderío. En él juega el equipo de fútbol local Azkarrena.
- Pistas de pádel. Dos pistas de pádel situadas junto al estadio de fútbol 'Santa Fe y construidas en 2016.
- Frontón de las monjas. Posiblemente sea la dotación deportiva más antigua de la localidad conservada. Se trata de un antiguo frontón construido junto al convento de monjas en el casco antiguo. Actualmente está cerrado tanto al público como a la práctica deportiva.